# 平和通り商店街 (熱海市)

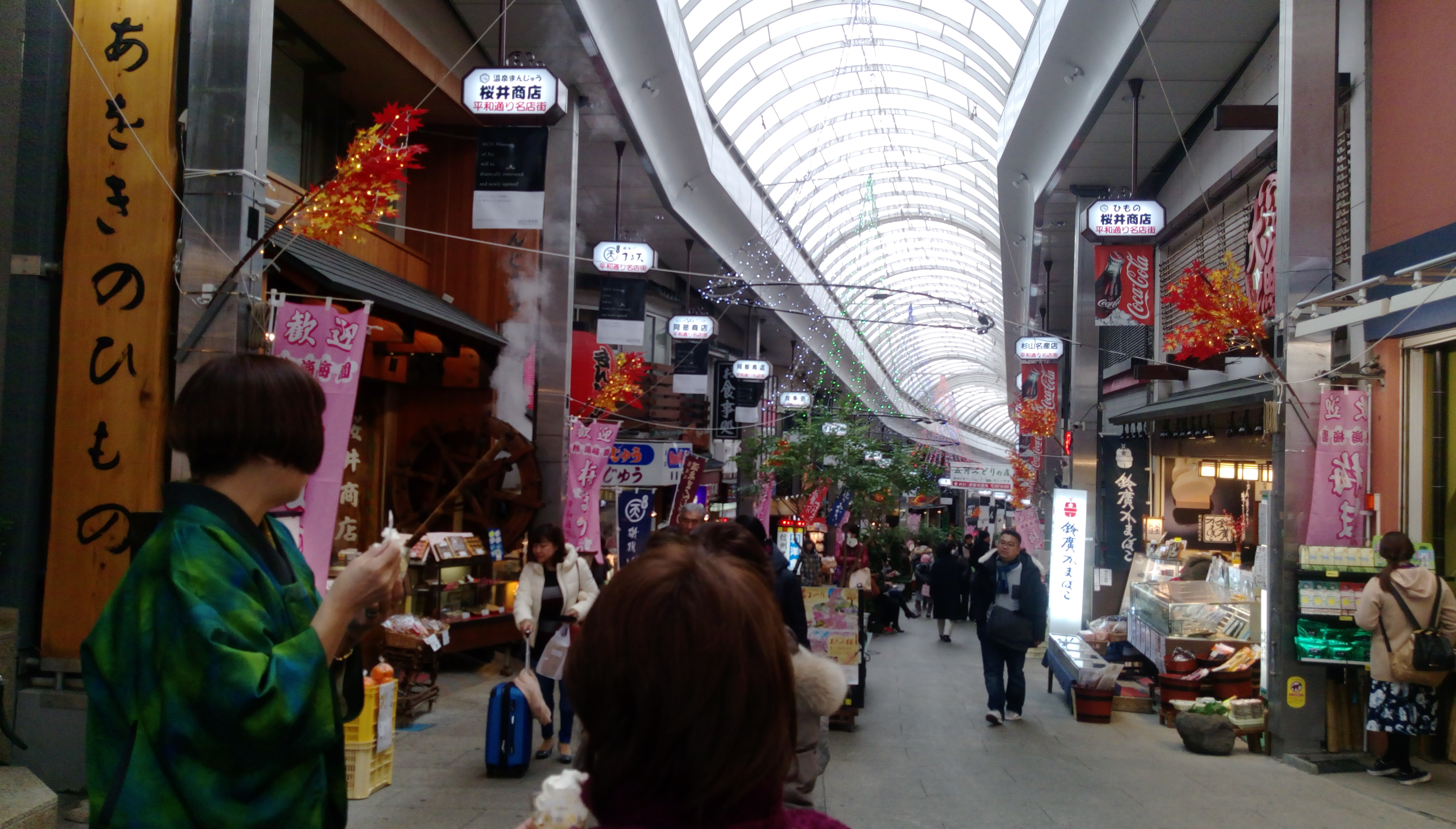
平和通り商店街（駅側）

平和通り商店街（へいわどおりしょうてんがい）は、静岡県熱海市田原本町に所在する、熱海駅の南脇にある2つの商店街の内の1つ（もう1つは「仲見世商店街」）。平和通り名店街（へいわどおりめいてんがい）とも。

## 概要
駅・線路に近い山側にある商店街であり、海側の「仲見世商店街」よりも長く、緩やかに山側へと曲がりながら西南西に進み、銀座通りや市役所へと向かう咲見町の通り（咲見町一番街）へと出る。平和通りは1951年（昭和26年）に開通した。
来宮神社の例大祭である「こがし祭」における「御神幸行列」や、湯前神社の秋季例大祭における「湯汲み道中」などでは、熱海駅と市街地の間の通り道としても利用される。

## 店舗

### 名産品
- 角屋（加工食品・雑貨）
- 網元丸福（干物・海産物）
- 丸高名産店（加工食品・雑貨）
- アオキのひもの
- 桜井商店 [2店舗]（干物・水産加工品、まんじゅう）
- 杉山名産店（加工食品・雑貨・まんじゅう）
- ひもの光生(みつき)（干物・水産加工品）
- 萬八(まんぱち)ひもの店
- 魚(と)とや（干物・飲食）
- 磯也ひもの店
- 徳造丸 海鮮家 熱海駅前店（干物・水産加工品）
- 徳造丸 金目鯛とくぞう 熱海本店（水産加工品・飲食）
- まる天 熱海店（練り物）
- 杉養蜂園 熱海店（はちみつ・ソフトクリーム）

### まんじゅう・菓子
- いいらまんじゅう 阿部商店
- 泉屋（まんじゅう）
- 御菓子処 一楽（まんじゅう・和菓子・プリン）
- 紅葉堂（まんじゅう）
- 源楽 熱海店（まんじゅう）
- 寺子屋本舗 熱海店（せんべい）
- いちごプラザ 大福や（いちご大福）
- 熱海スクエアシュークリーム
- 熱海フルーツキング2nd(平和通り店)（フルーツサンド・ゼリー）

### 飲食店
- カフェ プランタン
- うな正（うなぎ）
- 燕京（ラーメン・中華）
- 丸福食堂
- 食事処 祇園（海鮮・定食）
- 香蘭亭（ラーメン・中華）
- 喫茶ミルク
- Haco.Cafe
- 手打ちそば泉八
- 海蔵(みくら)（海鮮・定食）
- 和食処こばやし（海鮮・定食）
- 熱海駅前 おさかな丼屋（海鮮丼）
  - 熱海おさかなパラダイス（海鮮ビュッフェ）
  - 熱海おさかな大食堂（海鮮）
- 磯丸 熱海平和通り店（寿司）

### その他
- 櫻井農園直売所
- 金江屋（タバコ屋）
- アルカヤ靴店 熱海
- バーバーサイトウ
- ヘアサロン トレフル
- 熱海駅前郵便局
- 榎本不動産
- 伊東園ホテル 熱海館
- ファミリーマート 熱海平和通り店

## 脇道・周辺店舗

### 脇道
商店街途中の脇道（路地）としては、
- 南東へ進んで「仲見世商店街」の途中に出る道。
- 三ヶ所から三つ又状に合流しつつ南東へ進み、「田原本町交差点」前に出る道。（「仲見世商店街」出口に近い。）

の2つがある。

### 周辺店舗
脇道を出た南方の「田原本町交差点」付近には、
- 雨風(あまから)本舗（ラーメン店）
- 熱海プリン（デザート店）
- 和味逸品 おまぜ（寿司・海鮮料理）
- どろめ 熱海駅前店（海鮮丼）
- いちごBonBonBerry 熱海ハウス（デザート店）
- 熱海ミルチーズ（チーズケーキ店）
- 湯宿一番地（ホテル・日帰り温泉）
- LEONE9(レオーネ・ノーヴェ)（イタリア料理）
- ジェラテリア・アイピノーリ（アイスクリーム店）
- 熱海美虎(みう)（ラーメン・シュウマイ）
- 御冨久路(おふくろ)（ラーメン店）
- うな重(じゅう)（うなぎ店）
- 囲炉(いろり)茶屋（魚介・炉端焼き）

などがある。
南西の商店街出口の周辺には、
- 我旬(がしゅん)（焼肉）
- Merienda(メリエンダ)（ワッフル）
- 竜宮閣（老舗旅館・日帰り温泉）
- アップタウン伊豆（不動産）
- 五月みどり 趣味のギフトショップ
- フランドール（洋菓子店）
- サイトウ薬品
- 善波(ぜんば)酒店

などがある。